# Иван Кръстев (писател)
Вижте пояснителната страница за други личности с името Иван Кръстев.
Иван Кръстев Иванов е български писател и автор на произведения за деца.

## Биография
Роден е на 8 април 1920 г. в с. Варана, Търновско. Първоначалното си образование получава в град Левски. Тук прави и своите първи опити за писане на стихотворения. По-късно вече като ученик в Плевенската мъжка гимназия сътрудничи и участва в редактирането на средношколското списание „Златоструй“. Завършва гимназията през 1942 г. Следва славянска филология в Софийския университет (1951). Учителства в Бяла, София (1959 – 1962). Редактор в Радио София (1947 – 1951), във вестник „Септемврийче“ (1951 – 1959), завежда редакция „Детски картинни книжки“ в издателство „Български художник“ от 1962 г.

## Творчество
Иван Кръстев е автор на повече от 50 книги за деца и юноши, издадени с тираж приблизително 2 милиона книги. Голяма част от произведенията му са пропити с патриотична и родолюбива тематика.
- Творбите му за деца са:

- „Катя – катеричката“ – 1963 г.
  - „Приказка за хляба“ – поема 1959
  - „Слънчевият камък“ – поема 1960
  - „Майчина гордост“ – стихове 1960
  - „Електрическата квачка“ – поема 1960
  - „Страж – граничарското куче“ – поема 1962
  - „Сините очила“ – поема 1963
  - „В една добруджанска нощ“ (повест за юноши, 1971)
  - „В ябълковата градина“ (приказки, 1973)
  - „Далечните похитители“ (роман, 1975)
  - „Весела година“ – 1976 г.
  - „Картинен свят“ – 1977 г.
  - „Чудак в Омуртаг“ (весела поема, 1980 г.)
  - „Хитро огледало“ – 1981 г.
  - „Петко и Петка“ – 1982 г.
  - „Пръстче с мед“ – 1986 г.
  - „Хитруша“ – 1987 г.
  - „Къде живеят дните“
  - „Весел аквариум“
  - „Добри за борби“
  - „Луна парк“
  - „Къде летува зимата“
  - „Обратен дъжд“
  - „Хитро огледало“ – 1981 г.
  - „Шарено кълбо“ (избрано, 1976 г.)
  - „Под същото знаме“- повест за едно пионерско пътешествие (1956)
  - „Невидимият остава на брега“ първа книга – повест за необикновените приключения на една тимуровска команда (1961)
  - Невидимият остава на брега“ втора книга – 1963
  - „Орловото перо“ (повест за деца, 1969)

- Творбите му за по-възрастните читатели са:
  - „Синята фаянсова камина“ (лирика, 2008)
  - „Пътник до едно сърце“ (мемоарна книга, страници от преживяното с Ангел Каралийчев, 2002)
  - „Весел залез“ (иронии и епиграми).

Иван Кръстев е член на Съюз на българските писатели, награждаван е многократно за произведенията му с детско-юношеска тематика. Негови творби са превеждани и в чужбина.
Носител е на наградата за детска литература „Калина Малина“ (2007).